# 523

## Починали
- Хормисдас, (лат. Hormisdas PP., също: Hormisda), римски папа на 6 август.